# 청하로 (김제시)
청하로(Cheongha-ro)는 전북특별자치도 김제시 백산면에서 김제시 청하면 청하삼거리를 잇는 도로이다.

## 주요 경유지
전북특별자치도
- 김제시 (김제시 백산면 . 청하면)

## 노선
| 이름       | 접속 노선                       | 소재지 | 소재지 | 비고 |
| ---------- | ------------------------------- | ------ | ------ | ---- |
| (이름없음) | 지방도 제702호선 (지평선산단로) | 김제시 | 청하면 |      |
| 관상삼거리 | 백산로                          | 김제시 | 청하면 |      |
| 장산삼거리 | 청하3길                         | 김제시 | 청하면 |      |
| 청하삼거리 | 지방도 제711호선 (만경로)       | 김제시 | 청하면 |      |

## 주요 시설및 건물
- S-OIL 용대주유소 (청하로 396/장산리 310-1)
- 청하먄 행정복지센터 (청하로 518/동지산리 886-1)